# Rolf D. Bühler
Rolf D. Bühler (* 2. Juni 1919; † 15. Juni 1984) war ein deutscher Luft- und Raumfahrttechniker und Hochschullehrer.
Rolf Bühler war das zweite Kind des bedeutenden Psychologen-Ehepaares Charlotte und Karl Bühler. Zum Zeitpunkt seiner Geburt lebte die Familie in Dresden, zog aber 1922 nach Wien. 1938, nach dem „Anschluss“ Österreichs, musste die Familie vor den Nationalsozialisten fliehen und gelangte über Norwegen 1940 nach Minnesota in den Vereinigten Staaten.
Rolf Bühler erlangte 1952 als Absolvent der Graduate Aerospace Laboratories (GALCIT) des California Institute of Technology seinen Ph.D. Ab Mitte 1967 war er als Professor an der Universität Stuttgart am Aufbau eines neuen Instituts für Raumfahrtantriebe (IRA) maßgeblich beteiligt; 1970 wurde er nach Gründung des Instituts dessen erster Leiter. 1972 wurde ein Labor für experimentelle Arbeiten unter Weltraumbedingungen, eine in Europa einmalige Kombination aus Hochstromanlage und Vakuum-Haussystem, eingerichtet. Als Forschungsschwerpunkte etablierte Professor Bühler die drei Bereiche Elektrische Antriebe und Plasmatechnik, Chemische Antriebssysteme und Strömung in Antriebskomponenten.
Bühler verstarb nach 14 Jahren an der Institutsspitze bereits 1984 kurz nach seinem 65. Geburtstag. Sein Nachfolger in Stuttgart wurde der ehemalige Raumfahrer Ernst Messerschmid, der den Schwerpunkt Astronautik einbrachte, was zur Umbenennung des Instituts in Institut für Raumfahrtsysteme (IRS) führte.
Das California Institute of Technology vergibt zu Ehren Bühlers jährlich den Rolf D. Buhler Memorial Award in Aeronautics.